# Academy of Film and Multimedia Marubi
Academy of Film & Multimedia Marubi (Albanisch: Akademia e Filmit dhe Multimedias Marubi) ist eine private Filmhochschule in Tirana, Albanien.

## Geschichte

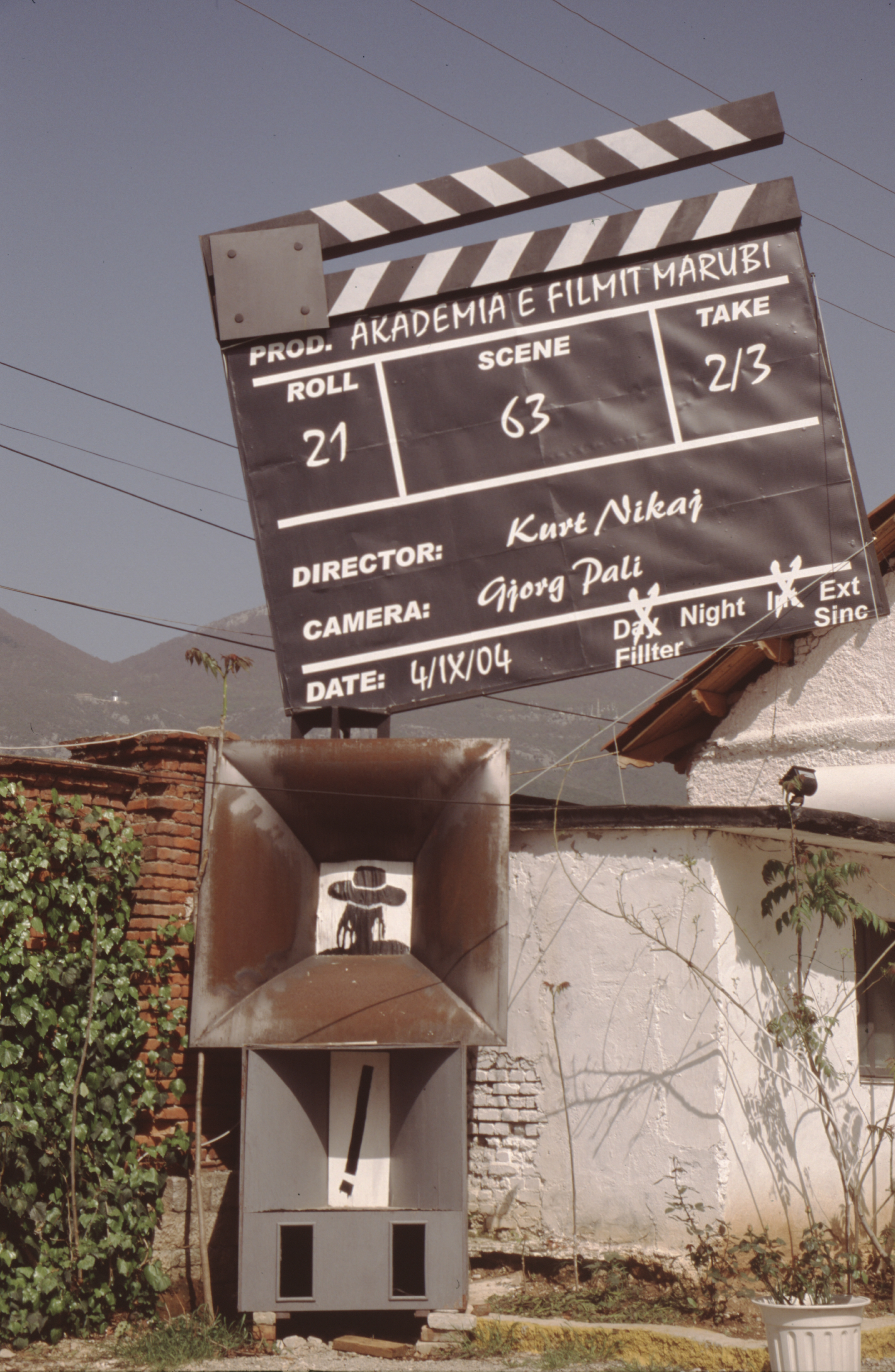
Werbeschild der Schule im Eröffnungsjahr 2004

Die Marubi Filmschule wurde im Oktober 2004 von Mitgliedern der OraFilm Productions und der Albanian Filmmakers Association Lumière gegründet.  Seit 2008 ist die Filmhochschule ein Vollwertiges Mitglied von CILECT und betreibt Kooperationen mit anderen europäischen Filmschulen, so etwa im Jahr 2010 mit der Internationalen Filmschule Köln.
Der Campus von Marubi liegt im Stadtviertel Kinostudio in Tirana direkt neben dem Kulturministerium und dem staatlichen albanischen Filmarchiv. Marubi verfügt über ein Filmlabor zur Entwicklung von Analogfilm auf dem Campusgelände.

## Struktur
Marubi bietet einen dreijährigen Bachelor of Arts in Film an. Es werden vier Studiengänge angeboten:
- Drehbuch
- Regie
- Kamera
- Schnitt

Die Studentenanzahl ist auf maximal 30 begrenzt. Studenten kommen vor allem aus Albanien, Kosovo, Montenegro und Nordmazedonien. Der Unterricht findet auf Albanisch und Englisch statt.
Langjähriger Rektor ist der albanische Regisseur Kujtim Çashku (2023).
Weiters veranstaltet die Filmhochschule seit 2005 jährlich das International Human Rights Filmfestival Tirana.